# Ibrahima Bakayoko
Ibrahima Bakayoko (* 31. Dezember 1976 in Séguéla) ist ein ehemaliger ivorischer Fußballspieler, der auf der Position eines Stürmers spielte.

## Karriere
Ibrahima Bakayoko wechselte in der Saison 1995/96 von Stade d’Abidjan zu Montpellier HSC, bereits in seiner zweiten Spielzeit  erzielte er hier 13 Tore.  Nach dreieinhalb Saisons bei Montpellier wechselte er zur Saison 1998/99 zum FC Everton in die Premier League. Nach einer Spielzeit in England wechselte Bakayoko dann zu Olympique Marseille. Hier gehörte er auf Anhieb zur Stammformation, ehe er zur Saison 2003/04 zu CA Osasuna wechselte. Nach nur einer Saison in Spanien kehrte er nach Frankreich zum FC Istres zurück. Zur Saison 2005/06 wechselte Bakayoko dann zum Serie-A-Verein AS Livorno. Hier kam er in seiner ersten Saison zwar regelmäßig zum Einsatz, jedoch erzielte er dabei nur einen Treffer und konnte nicht restlos überzeugen.
Am 25. Januar 2007 wechselte er zum FC Messina, wo er einen Vertrag bis 2009 unterzeichnete. Auch seine nächsten Aufenthalte waren nur für eine kurze Dauer, so dass er bereits im Sommer 2007 zu AE Larisa, ein Jahr später zu PAOK Thessaloniki und ein weiteres Jahr später zu PAS Ioannina wechselte. In Ioannina blieb er drei Spielzeiten, ehe er die Saison 2012/13 beim griechischen Zweitligisten Olympiakos Volos bestritt.
Anschließend kümmerte Bakayoko sich um die von ihm gegründete und aus eigenen Mitteln finanzierte Schule Groupe Scolaire Louis-Nicollin in Abidjans Stadtquartier Cocody, die auch einen Zweig für Fußballtalente besitzt. Den Präsidenten des HSC Montpellier hat er als Namenspatron gewählt, weil dieser „der beeindruckendste und ehrlichste Funktionär“ gewesen sei, mit dem Bakayoko während seiner langen Karriere zu tun hatte. Um den Jahreswechsel 2013/2014 kehrte die Lust, wieder Fußball zu spielen, zurück, und Bakayoko streifte für eine halbe Saison den Dress von Stade Bordeaux in der vierthöchsten Liga Frankreichs, einer reinen Amateurspielklasse, über. Danach beendete er mit 38 Jahren seine Karriere endgültig.

## Erfolge
- Teilnahme am Afrika-Cup 1996 in Südafrika (2 Einsätze)
- Teilnahme am Afrika-Cup 1998 in Burkina Faso (4 Einsätze)
- Teilnahme am Afrika-Cup 2000 in Ghana und Nigeria (3 Einsätze)
- Teilnahme am Afrika-Cup 2002 in Mali (3 Einsätze)